# Lønne Sogn
Lønne Sogn er et sogn i Varde Provsti (Ribe Stift).
Lønne Sogn var et selvstændigt pastorat indtil 1633, hvor det blev anneks til Lydum Sogn. I 1681 blev det i stedet anneks til Henne Sogn. Alle 3 sogne hørte til Vester Horne Herred i Ribe Amt. Henne-Lønne sognekommune blev ved kommunalreformen i 1970 indlemmet i Blaabjerg Kommune, som ved strukturreformen i 2007 indgik i Varde Kommune.
I Lønne Sogn ligger Lønne Kirke.
I sognet findes følgende autoriserede stednavne:
- Bork Mærsk (bebyggelse)
- Gødel (bebyggelse)
- Gødel Bjerge (areal)
- Gødelen (vandareal)
- Hejbøl (bebyggelse)
- Hennegårds Øde (bebyggelse)
- Kirkeflod (areal)
- Kragelund (bebyggelse)
- Landsø (vandareal)
- Lønne (bebyggelse)
- Lønne Hede (bebyggelse)
- Lønne Klint (bebyggelse)
- Lønnestak (bebyggelse)
- Nyminde Plantage (areal)
- Nymindegab (bebyggelse)
- Pugelbjerge (areal)
- Vesterlund (bebyggelse)